# Simmern (Kochen)

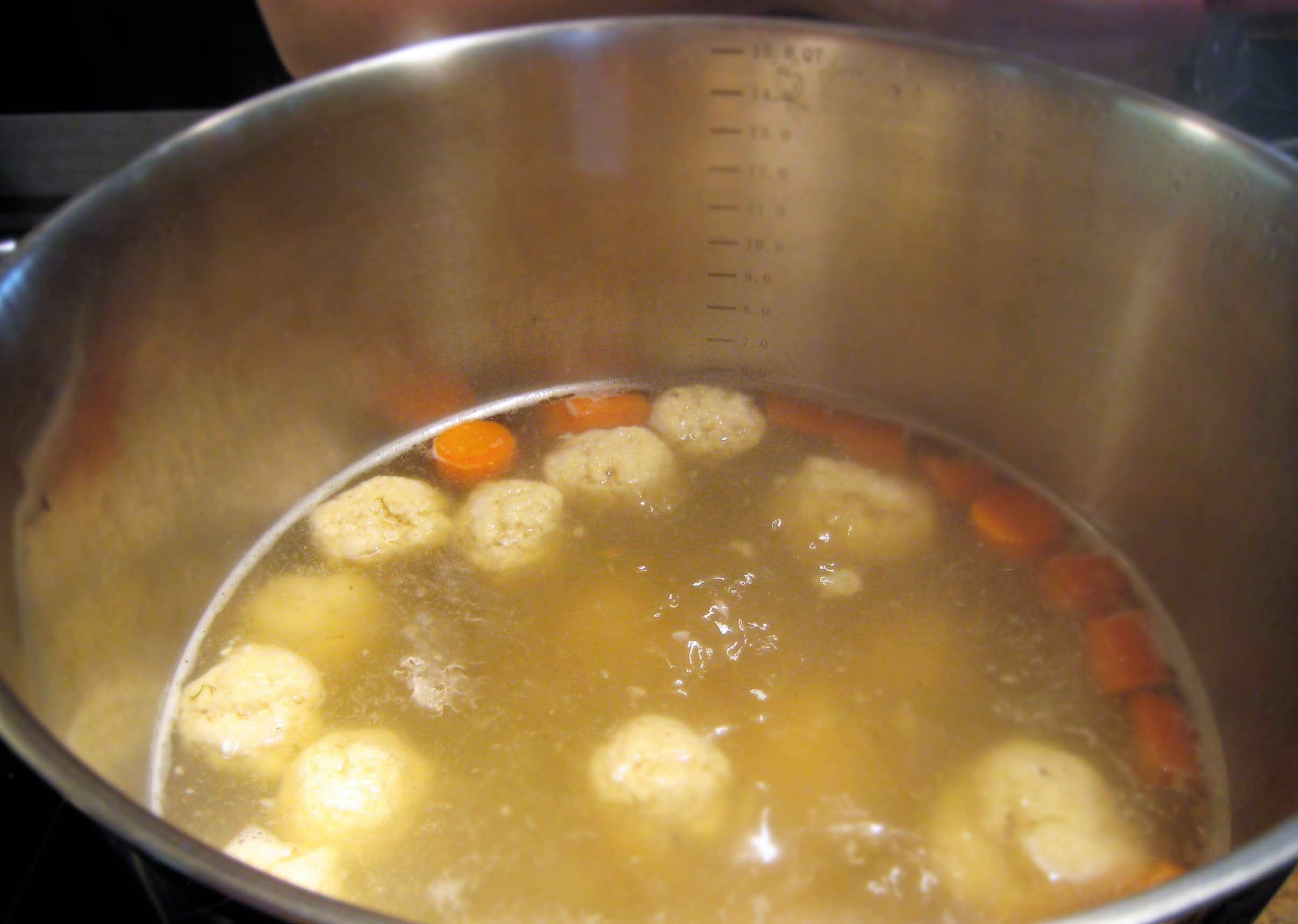
Simmern der Suppeneinlage in Brühe, hier bei der Zubereitung einer Suppe mit Matzeknödeln

Simmern (von englisch to simmer, „sieden“) bezeichnet den Garvorgang in heißem Wasser knapp unter dem Siedepunkt. Für diese Garmethode gibt es auch spezielle, doppelwandige Kochtöpfe, sogenannte Simmertöpfe, die beim Erhitzen, beispielsweise von Milch, das Überkochen und Anbrennen verhindern.